# Tore (demo)
Tore (in greco antico: Θοραί?, Thorái) era un demo dell'Attica situato sulla costa a sud di Atene, presso capo Zoster, tra i demi di Anagirunte e di Lamptra. Probabilmente si trovava tra le attuali Lagonissi e Agios Dimitrios.
Secondo Ferecide, Cefalo visse qui dopo il matrimonio con Procri.